# Hugo Sedláček (1895)
Hugo Sedláček (19. února 1895 Křivoklát – 18. ledna 1952 Praha) byl český a československý sportovní plavec a vodní pólista, účastník olympijských her 1920.
Pocházel z právnické rodiny se šlechtickým přídomkem „šl. Vožický a Blanický“. Jeho děd Rudolf a otec Rudolf patřili k čelným představitelům Českého království v Rakousku-Uhersku.
V plavání se zdokonaloval při studiích ve Vídni a Janově. Jako aktivní sportovec byl členem vídeňského klubu Wiener Schwimm-Club Austria a janovského Ligure Waterpolo Club, kde se věnoval vodnímu pólu. V roce 1919 patřil k zakládajícím členům ČPK Praha (ČPK) v Praze, který zároveň až do jeho zániku v roce 1948 finančně podporoval. Byl dlouholetým funkcionářem ČsAPS. V roce 1930 pomohl finančně zajistit dokončení plaveckého bazénu pod Barrandovem. Pomohl zavést mezinárodní pravidla vodního póla do Československa. V roce 1920 byl oporou reprezentace vodních pólistů na olympijských hrách v Antverpách. Hrál na pozici obránce.